# Alt Representant per Bòsnia i Hercegovina
L'Alt Representant per Bòsnia i Hercegovina, juntament amb l'Oficina de l'Alt Representant (OHR) a Bòsnia i Hercegovina, van ser creats el 1995 immediatament després de la signatura dels acords de Dayton que van acabar amb la Guerra de Bòsnia (1992-1995). El propòsit de l'Alt Representant i l'OHR és supervisar l'aplicació civil de l'acord de Dayton. També serveixen per representar els països implicats en l'aplicació de l'Acord de Dayton a través del Consell d'Aplicació de la Pau (PIC).
Fins al present, tots els alts representants nomenats han estat dels països de la Unió Europea, mentre que els seus subrepresentants han estat dels Estats Units. El viceprimer representant adjunt actua com a Supervisor internacional de Brčko, que representa la comunitat internacional al districte de Brčko.

## Fonament jurídic dels acords de pau de Dayton
Els Acords de Dayton va crear el fonament jurídic de l'OHR. El seu annex 10 preveu la institució de l'Oficina de l'Alt Representant (OHR) a Bòsnia i Hercegovina per supervisar la implementació civil de l'acord, que representa els països implicats en els acords de Dayton a través del Consell d'Aplicació de la Pau.

## Els "Poders de Bonn" de l'OHR
En la seva reunió de desembre de 1997 a Bonn, el Consell d'Aplicació de la Pau va acordar concedir més poders importants a l'OHR, per tal d'evitar la demora o obstrucció de l'Acord de Dayton per part dels polítics nacionalistes locals. Es va demanar a l'OHR que:
1. adoptés decisions vinculants quan les parts locals semblen incapaços o no vulguin actuar;
2. suprimís els funcionaris públics de l'oficina que violessin els compromisos legals o, en general, el DPA.[1]

Els "poders de Bonn" van ser àmpliament utilitzats per l'OHR en la següent dècada. Alguns exemples són l'adopció de la reforma de la defensa a l'abril de 2003, amb la supressió del Consell Suprem de Defensa de la República Srpska i la modificació de les Lleis constitucionals d'Entitat.
Fins al 2004, l'OHR havia rebutjat un total de 139 funcionaris, inclosos jutges, ministres, funcionaris i parlamentaris, de vegades juntament amb la congelació dels seus comptes bancaris. Després de les eleccions de 2002, l'OHR va examinar tots els candidats polítics per a les posicions ministerials més importants a nivell d'Entitat i Estat.
Les crítiques de l'acció de l'OHR a través dels seus "poders de Bonn" inclouen:
- La manca de responsabilitat de la seva posició, que només és responsable del Consell d'Aplicació de la Pau;
- La falta d'apel·lació de les seves decisions, que no estan vinculades a una vista preliminar de les persones afectades, i que tenen efectes immediats. En alguns casos, les destitucions també poden imposar una prohibició per vida als càrrecs públics.

L'Assemblea Parlamentària del Consell d'Europa, a la que en 2002 es va incorporar Bòsnia i Hercegovina, va expressar queixes contra les accions de l'OHR, que exigien que transferís les seves competències a les autoritats de Bòsnia el més aviat possible.
La interferència prolongada de l'OHR a la política de Bòsnia i Hercegovina també es considera una de les causes del baix compromís dels ciutadans cap a l'estat (mostrat per la baixa participació dels votants) i de la baixa responsabilitat dels polítics (les accions del qual són finalment sotmès a una revisió externa).

## Fusió amb el càrrec de l'EUSR
Entre 2002 i 2011, l'Alt Representant també va ser Representant especial de la Unió Europea a Bòsnia i Hercegovina.
Sota Christian Schwarz-Schilling l'OHR semblava suavitzar la seva invasivitat, gràcies a pressions del Consell d'Europa i una implicació creixent de la UE. El nombre d'iniciatives legislatives de l'OHR i d'oficials acomiadats va disminuir.
El 27 de febrer de 2008, el PIC va decidir acabar amb el mandat de l'Alt Representant el 30 de juny de 2008. La decisió de la UE de tancar l'OHR el juny de 2007 va despertar inesperadament la decepció i la preocupació entre la població bosniana, l'ONG, i els polítics.
No obstant això, des de la revisió del PIC en febrer de 2008, es va decidir ampliar el mandat indefinidament fins que s'hagin complert un conjunt de punts de referència positius.
El 2011, quan es va fusionar el càrrec de representant de la UE entre el REUE i el cap de la delegació de la UE, es va interrompre el "duplicat" entre EUSR i OHR.

## Condicions de tancament de l'Oficina de l'Alt Representant

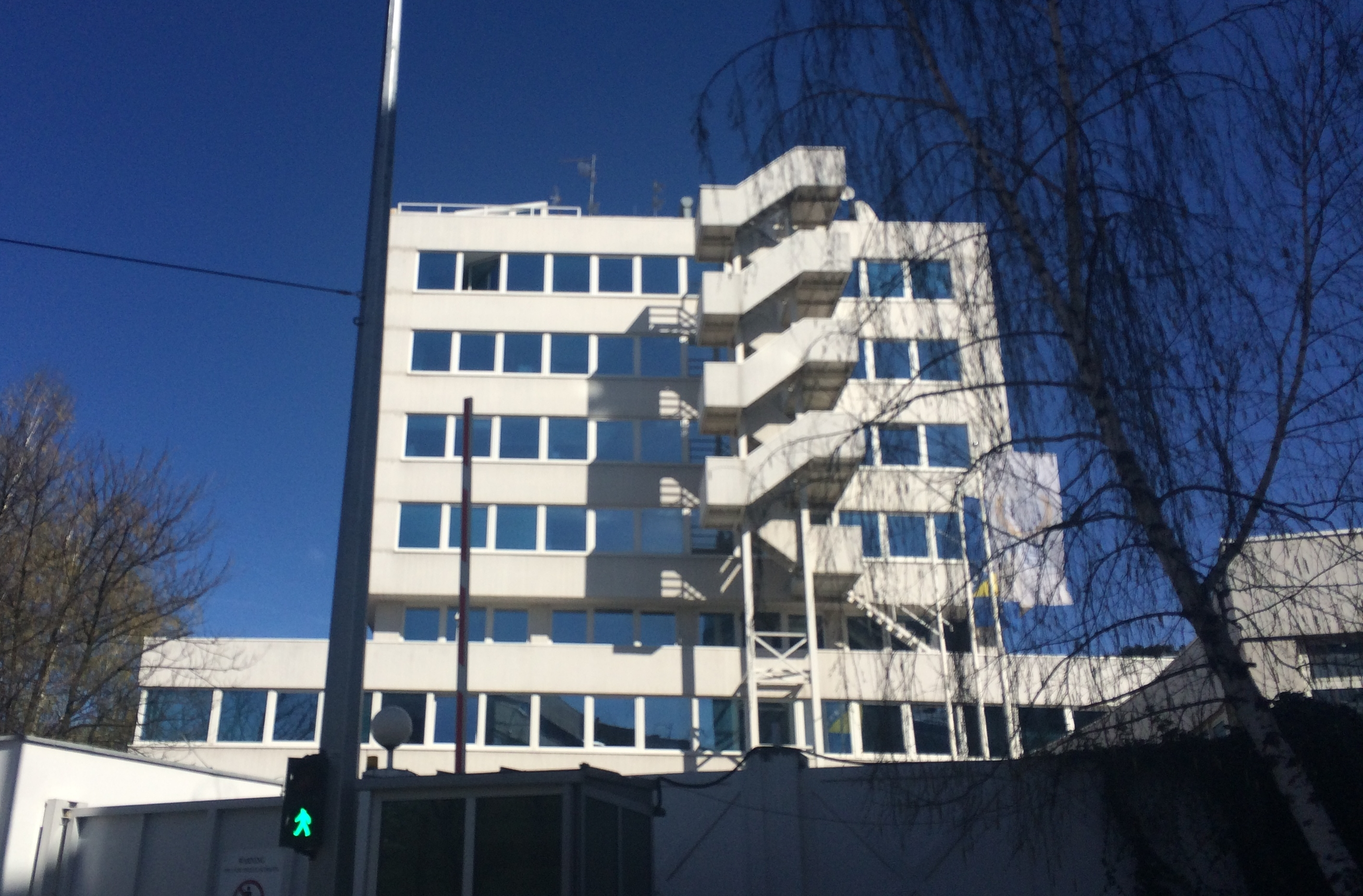
Edifici de l'OHR a Grbavica

Al febrer de 2008, el Consell d'Aplicació de la Pau estableix les condicions per al tancament de l'OHR. Els assumptes més crítics es consideraran objectius que han d'assolir les autoritats de BiH abans que es pugui realitzar la transició d'OHR a una presència de la Unió Europea. A partir d'una llarga llista de prioritats conegudes, el PIC va seleccionar les claus per a la transició, per al tancament d'OHR:
- Resolució de la propietat estatal
- Resolució de la propietat de Defensa
- Finalització del control al districte de Brčko
- La Sostenibilitat Fiscal de l'Estat - "acabada a partir de maig de 2010, hauria de ser contínuament sostinguda[7]
- Ajustament de l'estat de dret - "completat a partir de maig de 2010, hauria de mantenir-se contínuament.[7]

A més d'aquests objectius, també hi ha dues condicions:
- signatura del Acord d'Estabilització i Associació - "finalitzat el 16 de juny de 2008"
- avaluació positiva de la situació a BiH per la Junta directiva del PIC - "per avaluar-se després de completar totes les altres"

Una condició addicional no escrita que s'aplicarà a través de la condició definitiva d'"avaluació per part del Consell directiu del PIC", va ser adoptada més tard pels EUA i alguns països de la Unió Europea:
- Reforma de la Constitució de Bòsnia i Hercegovina per complir amb la decisió de Tribunal Europeu de Drets Humans de desembre de 2009.

El Consell Directiu del Consell d'Aplicació de la Pau considera que el tancament de l'OHR és una condició prèvia per a l'ampliació futura de la UE i fins i tot per a l'estatut de candidat.

## Llista d'Alts Representants
| # | Alt Representant | Alt Representant            | Data de naixement | Duració del mandat     | Duració del mandat   | País       |
| - | ---------------- | --------------------------- | ----------------- | ---------------------- | -------------------- | ---------- |
| 1 |                  | Carl Bildt                  | 1949–             | 14 de desembre de 1995 | 17 de juny de 1997   | Suècia     |
| 2 |                  | Carlos Westendorp           | 1937–             | 18 de juny de 1997     | 17 d'agost de 1999   | Espanya    |
| 3 |                  | Wolfgang Petritsch          | 1947–             | 18 d'agost de 1999     | 26 de maig de 2002   | Àustria    |
| 4 |                  | Paddy Ashdown               | 1941–             | 27 de maig de 2002     | 31 de gener de 2006  | Regne Unit |
| 5 |                  | Christian Schwarz-Schilling | 1930–             | 1 de febrer de 2006    | 30 de juny de 2007   | Alemanya   |
| 6 |                  | Miroslav Lajčák             | 1963–             | 1 de juliol de 2007    | 28 de febrer de 2009 | Eslovàquia |
| 7 |                  | Valentin Inzko              | 1949–             | 1 de març de 2009      | 31 de juliol de 2021 | Àustria    |
| 8 |                  | Christian Schmidt           | 1957–             | 1 d'agost de 2021      | En el càrrec         | Alemanya   |